# Paraphasma paulense
Paraphasma paulense är en insektsart som beskrevs av Rehn, J.A.G. 1918. Paraphasma paulense ingår i släktet Paraphasma och familjen Pseudophasmatidae. Inga underarter finns listade i Catalogue of Life.